# 海爾斯巴赫河
50°43′16.4″N 7°2′26.8″E / 50.721222°N 7.040778°E

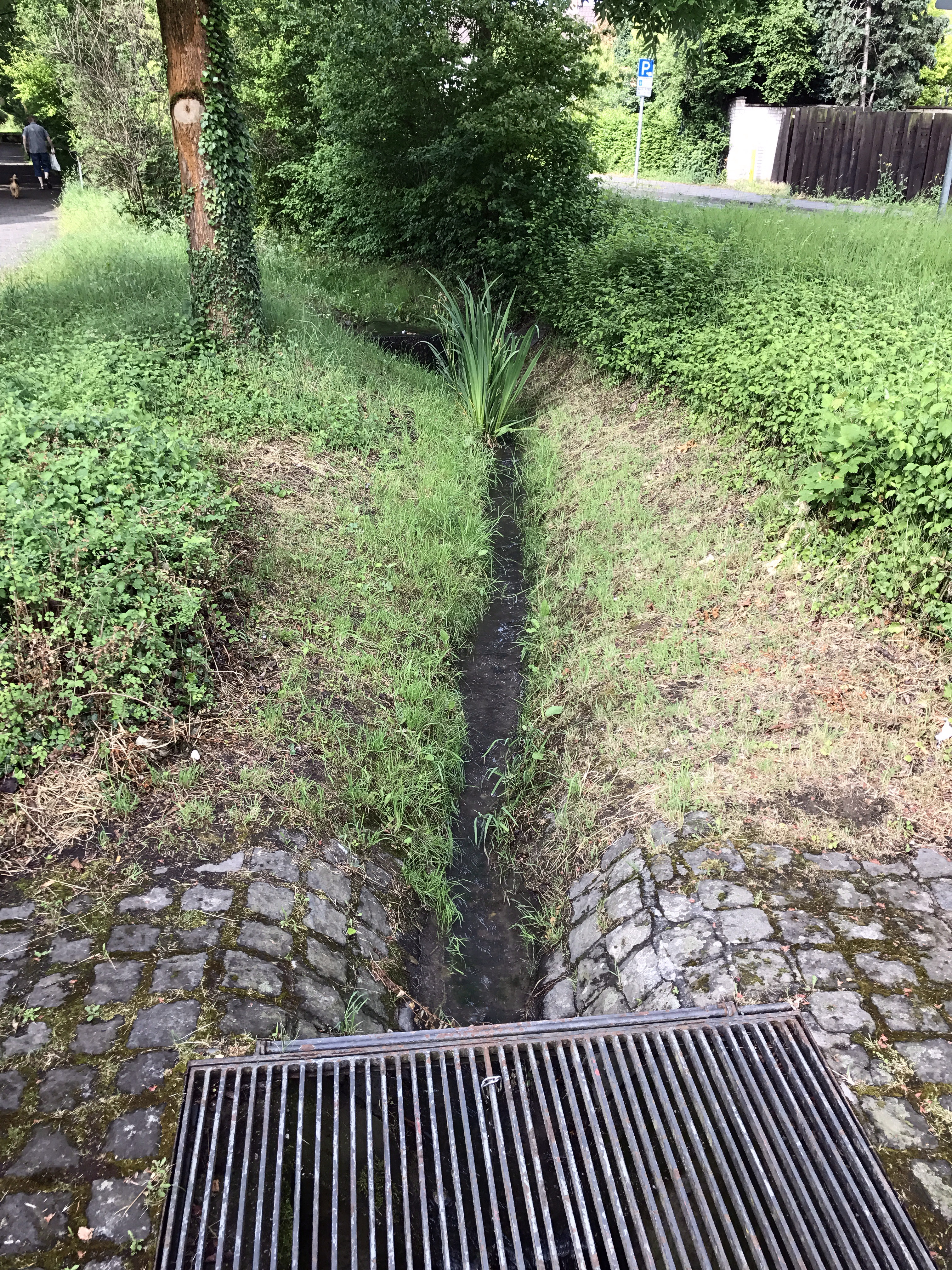
海爾斯巴赫河

海爾斯巴赫河（德語：Heilsbach），是德國的河流，位於該國西部，流經北萊茵-威斯特法倫州，屬於哈爾特巴赫河的支流，河道全長1.8公里，流域面積0.6平方公里。